# Golpe de Estado de 7 de novembro de 1975 em Bangladesh
O golpe de Estado de 7 de novembro de 1975 em Bangladesh foi um golpe de Estado lançado por militares de esquerda em colaboração com políticos de esquerda de Jatiya Samajtantrik Dal. O golpe matou Khaled Mosharraf, que retirou do poder os envolvidos no assassinato do xeique Mujibur Rahman. O golpe também libertou Ziaur Rahman da prisão domiciliar e permitiu que ele tomasse o poder e se tornasse presidente.

## Contexto
Bangladesh se tornou um país independente em 1971 por meio da Guerra de Libertação de Bangladesh. O xeique Mujibur Rahman, da Liga Awami socialista de Bangladesh, tornou-se o primeiro presidente de Bangladesh. Xeique Mujibur Rahman, o presidente de Bangladesh, foi morto no golpe militar de 15 de agosto de 1975. Khondaker Mostaq Ahmad substituiu-o como presidente de Bangladesh. Khondaker Mostaq Ahmad substituiu o chefe do Exército de Bangladesh, Major General K. M. Shafiullah, pelo Major General Ziaur Rahman, vice-chefe do Exército. O Paquistão dá as boas-vindas à remoção do xeique Mujibur Rahman e a China e a Arábia Saudita estabeleceram laços diplomáticos com Bangladesh. O brigadeiro Khaled Mosharraf, chefe do estado-maior geral, pediu a Ziaur Rahman que a cadeia de comando do exército de Bangladesh fosse restaurada. Ziaur Rahman se mostrou indisposto ou incapaz de fazê-lo. Havia descontentamento no exército e no brigadeiro Khaled Mosharraf e oficiais como o coronel Shafaat Jamil e o tenente-coronel ATM Haider planejavam tirar Khondaker Mostaq Ahmad do poder.
O próprio Khondakar Mostaq Ahmad foi destituído do poder pelo golpe militar de 5 de novembro de 1975. Ele foi destituído do poder pelo brigadeiro Khaled Mosharraf e pelo tenente-coronel ATM Haider. Khaled Mosharraf forçou Khondaker Mostaq Ahmad a renunciar, mas ouviu o pedido de Khondaker Mostaq Ahmad de que os assassinos do xeque Mujibur Rahman tivessem passagem segura para fora de Bangladesh. Antes de deixar Bangladesh, os assassinos mataram líderes da liga Awami e o ex-vice-presidente Syed Nazrul Islam, o ex-primeiro-ministro Muhammad Mansur Ali, o ex-ministro Abul Hasnat Muhammad Qamaruzzaman e o ex-primeiro-ministro Tajuddin Ahmed, que foram presos na Cadeia Central de Dhaka após o período militar de 15 de agosto golpe. Khondaker Mostaq Ahmad foi substituído pelo Chefe de Justiça de Bangladesh, Abu Sadat Mohammad Sayem, que se tornou o próximo presidente.

## Eventos
Espalharam-se rumores nos acantonamentos de Bangladesh que diziam que o Brigadeiro Khaled Mosharraf e o Tenente Coronel ATM Haider eram agentes indianos que entregariam Bangladesh à Índia. O coronel Abu Taher organizou soldados leais a ele e ao general Ziaur Rahman para substituir o governo. Eles lançaram o golpe em 7 de novembro de 1975. Khaled Mosharraf e o tenente-coronel ATM Haider tentaram resistir ao golpe, mas não conseguiram, foram mortos pelos soldados do Exército. O coronel Khondkar Nazmul Huda, que apoiava Khaled Mosharraf, foi morto no golpe. O coronel Abu Taher renunciou ao Exército em setembro de 1972 e ingressou no Jatiya Samajtantrik Dal. Soldados na rua gritaram Nara-e-Takbeer e Sepoy-Janata Zindabad.
Foi sugerido que o coronel Abu Taher estava envolvido na morte do brigadeiro Khaled Mosharraf. O general Ziaur Rahman, chefe do Estado-Maior do Exército, posto sob prisão domiciliar por Khaled Mosharraf, foi libertado. O golpe abriu caminho para Ziaur Rahman assumir o governo. O coronel Abu Taher foi enforcado em julho de 1976 pelo presidente Ziaur Rahman.

## Legado
O Partido Nacionalista de Bangladesh, fundado por Ziaur Rahman depois que ele se tornou presidente, lembra este dia como o Dia da Revolução Nacional e da Solidariedade e o celebra anualmente, enquanto a Liga Awami de Bangladesh o chama de Dia da Matança dos Lutadores da Liberdade e o vê de forma negativa. O Partido Nacionalista de Bangladesh chamou o golpe militar de levante militar civil.